# Ralph Shirley
Ralph Shirley of Lower Ettington (* vor August 1408; † 26. Dezember 1466) war ein englischer Esquire.

## Leben
Ralph Shirley war ein Sohn seines gleichnamigen Vaters Ralph Shirley und seiner ersten Frau Joan Basset, einer Tochter von Thomas Basset aus Brailsford in Derbyshire. Sein Vater starb 1443, und Shirley erbte dessen Besitzungen, darunter Güter in Shirley, Hope und andere Besitzungen in Derbyshire, Ettington in Warwickshire sowie Barnham in Suffolk. Mit seiner Stiefmutter Alice Cockayne führte er einen erbitterten Streit über ihr Wittum, der erst 1447 beigelegt wurde. Seine Stiefmutter starb erst im Mai 1466, ihr Erbe wurde sein Stiefbruder, der ebenfalls Ralph hieß. Über seine Mutter erbte er Brailsford und mehrere Güter in Leicestershire. Sein Vater arrangierte für ihn die Heirat mit Margaret Staunton, wofür er am 23. September 1423 einen päpstlichen Dispens erhielt. Seine Frau war die einzige Tochter und schließlich Alleinerbin ihres Vaters John Staunton. Über sie kam er in den Besitz von Staunton Harold in Leicestershire, dass bis zu seiner Volljährigkeit um 1429 von seinem Vater verwaltet wurde. 1433 huldigte Shirley dem König für Brailsford und Staunton Harold.
Shirley war Constable von Melbourne Castle in Derbyshire, Constabler von Burton Overy  in Leicestershire und ab 1443 für neun Jahre verantwortlich für die königlichen Forste im High Peak.
Bereits sein Vater und sein Großvater Hugh Shirley waren langjährige Vasallen des Duchy of Lancaster gewesen. Während der Rosenkriege unterstützte Shirley deshalb das Haus Lancaster und kämpfte 1455 in der Ersten Schlacht von St Albans, 1459 in der Schlacht von Blore Heath sowie 1460 in den Schlachten von Northampton und Wakefield. 1461 nahm er an Zweiten Schlacht von St Albans und an der Schlacht von Towton teil.
Nach seinem Tod 1466 wurde er in Brailsford in Derbyshire beerdigt.

## Ehe und Nachkommen
Ralph Shirley war dreimal verheiratet. Aus seiner ersten Ehe mit Margaret Staunton hatte er einen Sohn:
- John Shirley (um 1427–1485)

In zweiter Ehe heiratete er Elizabeth Blount, eine Tochter von Sir John Blount. Mit ihr hatte er mindestens einen weiteren Sohn:
- Sir Ralph († 1510)

In dritter Ehe heiratete er Lucy Aston, eine Tochter von Sir John Aston. Die Ehe blieb kinderlos.
Sein Haupterbe wurde sein ältester Sohn John.